# 龙骨隙蛛
龙骨隙蛛（学名：Coelotes tropidosatus）为暗蛛科隙蛛属的动物。在中国大陆，分布于吉林等地。该物种的模式产地在吉林长春。